# Бабушкин (Новосибирская область)
Бабушкин — посёлок в Краснозёрском районе Новосибирской области. Располагался на территории современного Нижнечеремошинского сельсовета. Упразднён в 1968 г.

## География
Располагался в 13 км к северо-востоку от села Нижнечеремошное, у болота Шиловское.

## История
Основан в 1908 году. В 1928 г. посёлок Бабушкин состоял из 48 хозяйств. Центр Бабушкинского сельсовета Карасукского района Славгородского округа Сибирского края.

## Население
В 1926 г. в посёлке проживало 263 человека (130 мужчин и 133 женщины), основное население — украинцы.